# Condado de Montgomery (Kansas)
O Condado de Montgomery é um dos 105 condados do estado americano de Kansas. A sede do condado é Independence, e sua maior cidade é Coffeyville. O condado possui uma área de 1 687 km² (dos quais 16 km² estão cobertos por água), uma população de 36 252 habitantes, e uma densidade populacional de 22 hab/km² (segundo o censo nacional de 2000). O condado foi fundado em 26 de fevereiro de 1867.